# أولغا تانكينا
أولغا تانكينا مواليد 20 يناير 1994، هي لاعبة كرة يد كازاخستانية تلعب كجناح أيمن. مثلت منتخب كازاخستان لكرة اليد للسيدات.

## سجل المنافسة
شاركت في البطولات التالية:
- بطولة العالم لكرة اليد للسيدات 2015